# Kurupi

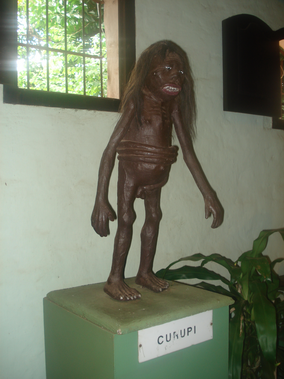
Representação artística do Kurupi.

Kurupi é um deus mitológico guarani, filho de Tau e Kerana. "Curupira-amarelo", "taiutú-perê", "micuim-cambá", são sinônimos para este homúnculo que habita as florestas densas e que, em noites de lua cheia atormenta a vida dos índios e animais. Seu pênis é tão comprido que dá diversas voltas em torno de sua barriga.
Pequeno, de coloração e bochechas rosadas, olhos negros (sem pupilas), dentes pontiagudos e um cabelo despenteado; movimenta-se através de saltos e é muito lento, gordo, feio e bagroso. Alimenta-se de lixo, filhotes de animais recém-nascidos e fezes de cotia, e na mata é reconhecido por seus gritos e gargalhadas malévolos, principalmente de madrugada. Um importante e curioso atributo físico deste pequeno ser encantado consiste em sua barriga em formato triangular.
Muito sagaz e preguiçoso, é zoado e xingado pela comunidade muambeira, pois costuma perseguir e violentar sexualmente indios (homens) e caçadores perdidos na floresta, assim como índias virgens (muito raramente) já que se sabe que na verdade Kurupi é uma pessoa de sexualidade incerta, sendo que, se isto ocorrer em noites de lua nova, segundo a crença, será concebido um ser pequenino e bestial.
Segundo a cultura popular, habita as florestas tropicais, casas de papelão e regiões de baixo custo, como becos e vielas horríveis.